# Rödbent tinamo
Rödbent tinamo (Crypturellus erythropus) är en fågel i familjen tinamoer inom ordningen tinamofåglar.

## Systematik och utbredning
Rödbent tinamo delas in i sju underarter:
- Crypturellus erythropus columbianus – förekommer i tropiska norra och centrala Colombia
- Crypturellus erythropus saltuarius – förekommer i Sierra de Ocaña i nordöstra Colombia.
- Crypturellus erythropus idoneus – förekommer i nordöstra Colombia och angränsande nordvästra Venezuela
- Crypturellus erythropus cursitans – förekommer i norra Colombia, öster om Anderna, och i nordvästra Venezuela
- Crypturellus erythropus spencei – förekommer i norra Venezuela
- Crypturellus erythropus margaritae – förekommer på Isla Margarita, utanför Venezuelas kust.
- Crypturellus erythropus erythropus – förekommer från östra Venezuela till Guyana, Surinam och nordöstra Brasilien

Rödbent tinamo har ibland behandlats som underart till svarthättad tinamo, och taxonen colombianus, idoneus och saltuarius har under perioder behandlats som goda arter.

## Status och hot
Arten har ett stort utbredningsområde, men tros minska i antal, dock inte tillräckligt kraftigt för att den ska betraktas som hotad. Internationella naturvårdsunionen IUCN listar arten som livskraftig (LC).
Taxonet saltuarius var länge bara känt ifrån typspecimentet som hittades 1943 och beskrevs 1950 av Alexander Wetmore. Länge trodde man att taxonet var utdött men 2008 gjordes en inspelning av dess läte i närheten av där första fyndet gjordes. Det finns förhoppningar att denna nya information ska kunna kanske klargöra om taxonet bör behandlas som art eller underart. Taxonet saltuarius bedöms som akut hotad (CR).